# 十六夜咲夜
十六夜 咲夜（いざよい さくや）は、同人サークルの上海アリス幻樂団によって制作された作品群、「東方Project」に登場する架空の人物である。『東方紅魔郷 〜 the Embodiment of Scarlet Devil.』の5面ボスキャラクターとして初登場して以来、『東方妖々夢 〜 Perfect Cherry Blossom.』を初めとした多くの東方Project作品に自機として登場した。コミケPlus編集部がコミックマーケット89の会場などで実施した人気キャラクターランキングにて、18票で6位を獲得した。
元ネタはジョジョの奇妙な冒険に登場するディオ・ブランドーと言われている。

## 人物
紅魔館の主であるレミリア・スカーレットにメイドとして仕えている。紅魔館は和風の建物が多い幻想郷でも珍しい洋館で、咲夜は紅魔館における唯一の人間かつメイド長としてメイドたちを統括している。しかし、他のメイドである妖精たちは労働力として役に立たないため、咲夜はレミリアの我儘への対応や家事など一人で紅魔館を切り盛りしている。たまに成り行きで妖怪退治を行うが、霊夢たちと違いあくまで主人のレミリアを優先している。

### 容姿
頭部にカチューシャを付け、エプロンの付いたメイド服を纏う。家事で扱うからか、ナイフを獲物として扱う。また、「完全で瀟洒な従者」という二つ名の通り、優美な戦い方を見せる。

## 能力
「時間を操る程度の能力」にて、紅魔館の家事を一人で行っている。これは時間経過の加速や時間停止とその中での自身の活動、そして空間操作を行うことができる。ただし、過去に遡ることはできない。

## ギャラリー

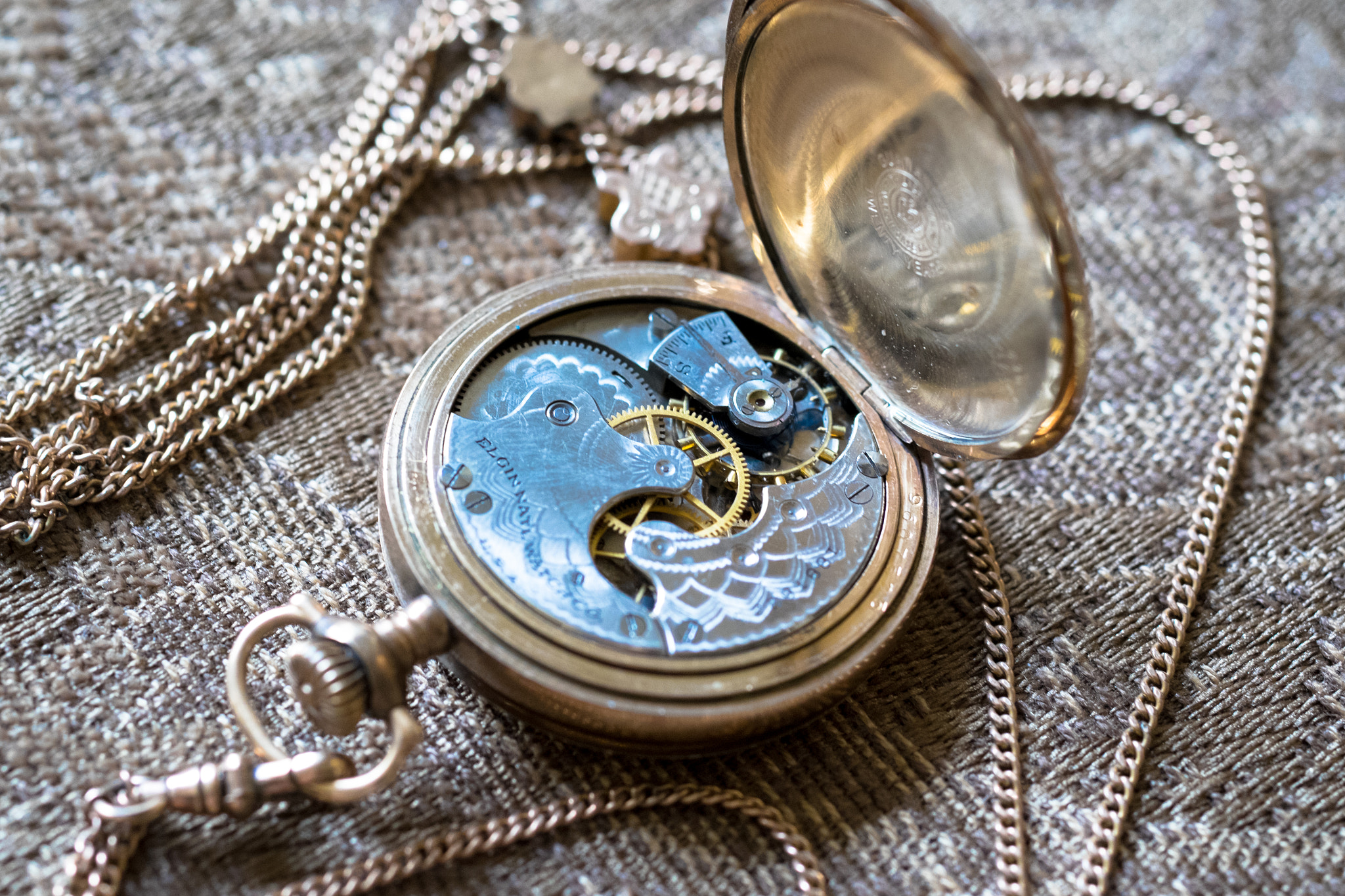
懐中時計
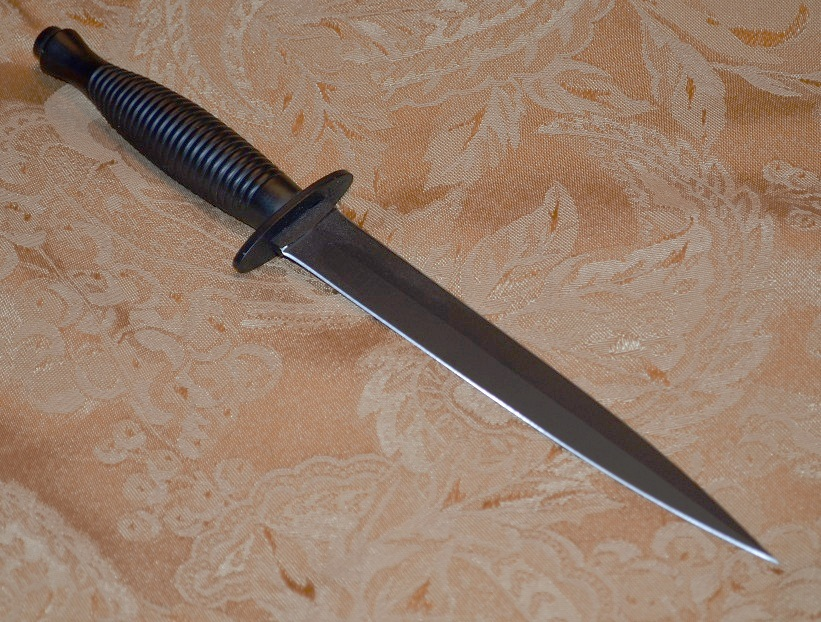
ナイフ
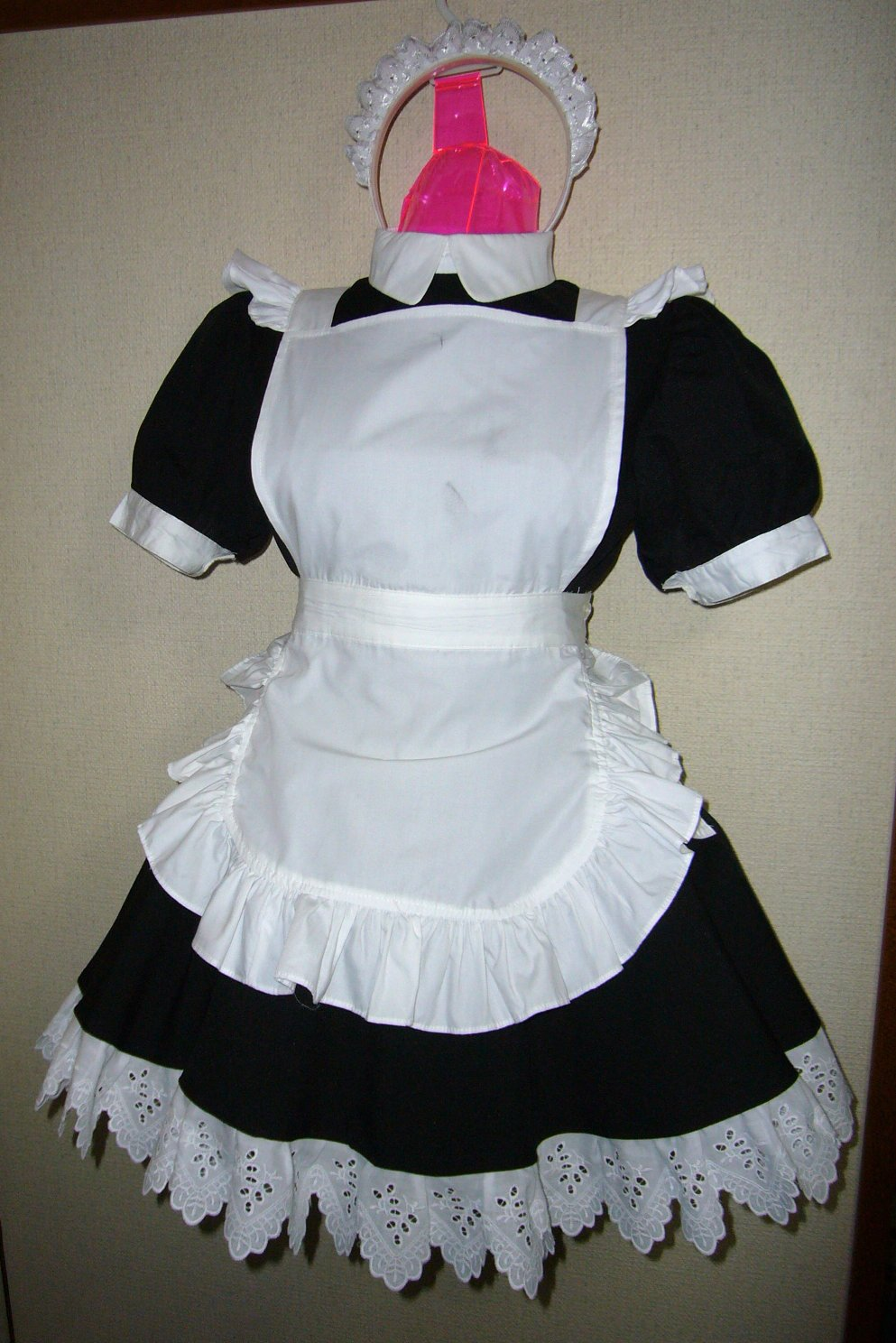
メイド服

## スペルカード

### 東方紅魔郷
- 奇術「ミスディレクション」
- 奇術「幻惑ミスディレクション」
- 幻在「クロックコープス」
- 幻幽「ジャック･ザ･ルドビレ」
- 幻象「ルナクロック」
- 幻世「ザ・ワールド」

- メイド秘技「操りドール」
- メイド秘技「殺人ドール」
- 奇術「エターナルミーク」

### 東方妖々夢
- 幻符「インディスクリミネイト」
- 幻符「殺人ドール」
- 時符「パーフェクトスクウェア」
- 時符「プライベートスクウェア」

### 東方萃夢想
- 幻符「殺人ドール」
- 時符「プライベートスクウェア」
- 傷符「インスクライブレッドソウル」
- 幻葬「夜霧の幻影殺人鬼」
- 「咲夜の世界」
- 傷魂「ソウルスカルプチュア」
- 符の壱「連続殺人ドール」
- 符の弐「チェックメイド」
- 手品「クロースアップ殺人鬼」

### 東方永夜抄
- 幻符「殺人ドール」
- 幻葬「夜霧の幻影殺人鬼」
- 「デフレーションワールド」

### 東方花映塚
- 時符「プライベートヴィジョン」
- 時符「ミステリアスジャック」

### 東方文花帖
- 時符「トンネルエフェクト」
- 空虚「インフレーションスクウェア」
- 銀符「パーフェクトメイド」

### 東方緋想天
- 幻符「殺人ドール」
- 時符「プライベートスクウェア」
- 傷符「インスクライブレッドソウル」
- 幻葬「夜霧の幻影殺人鬼」
- 「咲夜の世界」
- 傷魂「ソウルスカルプチュア」
- 銀符「シルバーバウンド」
- 奇術「エターナルミーク」
- 速符「ルミネスリコシェ」
- 時符「咲夜特製ストップウォッチ」
- 銀符「シルバーバウンド」
- 幻術「マイナイフリカージョン」
- 時符「シルバーアキュート３６０」

### 東方非想天則
- 時符「イマジナリバーチカルタイム」
- 時計「ルナダイアル」
- 光速「Ｃ.リコシェ」

### 東方輝針城
- 妖器「銀色のアナザーディメンション」
- 時符「ディアルバニッシュ」

### 弾幕アマノジャク
- 時符「タイムストッパー咲夜」
- 時符「チェンジリングマジック」

### バレットフィリア達の闇市場
- 時符「アイウィンクナイフヘル」

## テーマ曲
- メイドと血の懐中時計（紅魔郷、萃夢想）
- 月時計 ～ ルナ・ダイアル（紅魔郷、萃夢想）
- フラワリングナイト（花映塚、緋想天）

## 展開
- 『ナイト・オブ・ナイツ』- ビートまりおが咲夜のテーマ曲『フラワリングナイト』と『月時計 〜 ルナ・ダイヤル』を二次創作したアレンジ曲[4]。ニコニコ動画で反響を呼び、2012年12月30日に発売されたアルバム『東方インストライク』に収録された。2018年5月6日には、本曲をリメイクした曲が収録されている『オールナイト・オブ・ナイツ』が発売されている[5]。また、東方キャノンボールをはじめとした多くの公認二次創作ゲームにも収録されている他、よみぃや和楽器バンド[6]などのアーティストもコンサートでカバーしており、東方Projectのアレンジ曲の中でも知名度の高い曲の1つである。
- 2020年には作品群のファンゲーム「Touhou Luna Nights」の配信が開始された[7]。「Touhou Luna Nights」はgamescom 2019のインディーコーナーに出展した[8]。
- 原作には声を当てた作品はないものの、アニメ『夢想夏郷〜A Summer Day's Dream〜[9]』やゲーム『東方スカーレットディアブロ[10]』では声優の田中理恵が声を当てている。